# Gran incendio de Michigan
El Gran Incendio de Michigan fue una serie de incendios forestales simultáneos en el estado de Michigan, Estados Unidos, en 1871. Es posible que estos incendios hayan sido causados (o al menos intensificados) por los mismos vientos que avivaron el Gran Incendio de Chicago, el Incendio de Peshtigo y el Incendio de Port Huron. Algunos creen que rayos o incluso lluvias de meteoritos pueden haber iniciado los incendios. Varias ciudades, pueblos y aldeas, incluidas Alpena, Holland, Manistee y Port Huron, sufrieron graves daños o se perdieron. El incendio simultáneo de Peshtigo en Wisconsin también destruyó varias ciudades en la península superior de Michigan. En 1881, gran parte de la región de "The Thumb" fue arrasada por el incendio de Thumb, que siguió en parte la misma trayectoria que los incendios de 1871.

## Orígenes
A mediados de la década de 1830, la tala de árboles comenzó en Michigan y se convirtió en una industria importante. En Michigan se taló extensamente el pino blanco del este, que mide 150 pies (46 m) de altura y que supere 5 pies (2 m) de diámetro, junto con los bosques de frondosas . En 1854, había dieciséis aserraderos en funcionamiento, que producían más de 30.000 m³ de madera. Estas operaciones dejaron ramas, cortezas y cantidades de madera sin utilizar.
Los incendios del 8 de octubre de 1871 ocurrieron el mismo día que el Gran Incendio de Chicago y el Incendio de Peshtigo en Wisconsin. Los incendios comenzaron tras un largo y seco verano; en la mayoría de las zonas no había llovido en meses, lo que convirtió la vegetación seca y los restos de la tala, conocidos como "brotes", en combustible para los incendios. Estos incendios fueron el resultado de cientos de incendios más pequeños encendidos para talar tierras, que se unieron para formar una enorme pared de llamas debido a vientos huracanados.

## Consecuencias
Además de los incendios originados en Michigan, la tormenta de fuego de Peshtigo en Wisconsin cruzó el río Menominee y quemó el condado de Menominee, Michigan. Más de 3900 millas cuadradas (2 496 009,3 acre; 1 010 100 ha) fueron quemados en Michigan. No sólo la tierra fue devastada y quedó estéril, sino que también miles de edificios (casas, graneros, tiendas y molinos) fueron destruidos sin que quedara madera para reconstruir. Cientos de familias quedaron sin hogar. Nunca se ha determinado el alcance total de las pérdidas materiales, las muertes de animales y la devastación forestal.
También se desconoce el número total de muertes. Algunas estimaciones sitúan la pérdida de vidas en menos de 500, pero se basaron en gran medida en las familias que denunciaron la desaparición de sus miembros. En 1871, había cientos o miles de leñadores y vendedores ambulantes en todo el estado de Michigan, junto con colonos en zonas remotas, lo que hacía imposible calcular el número total de muertos. Debido a que los incendios de Michigan ocurrieron durante el día, la estimación del número de muertos es menor que la del Gran Incendio de Chicago,  donde se estimó entre 250 y 300 muertos.

## Hipótesis del cometa
Una hipótesis, sugerida por primera vez en 1883, es que los incendios simultáneos en el Medio Oeste fueron causados por el impacto de fragmentos del cometa Biela. Esta teoría fue revivida en un libro de 1985 e investigada en un artículo de 2004 para el Instituto Americano de Aeronáutica y Astronáutica. La hipótesis clave es que el metano del cometa proporcionó el combustible que provocó incendios incontrolados en toda la región.
Otros cuestionan esta teoría, argumentando que los meteoritos, de hecho, son fríos al tocar la superficie de la Tierra y que no existen informes creíbles de incendios iniciados por meteoritos. Diversos aspectos del comportamiento de los incendios de Chicago y Peshtigo atribuidos a una intervención extraterrestre tienen explicaciones más mundanas.No se necesitaba ninguna fuente externa de ignición; numerosos incendios pequeños ya ardían en la zona después de un verano seco, y todo lo necesario para generar los incendios masivos en el Medio Oeste fueron los vientos del frente que llegó esa tarde.